# 蒂薩鐵堡
蒂薩鐵堡是匈牙利的城鎮，位於該國東北部，由索博爾奇-索特馬爾-貝拉格州負責管轄，面積126.59平方公里，2011年人口12,619，其中約三成居民信奉基督教。

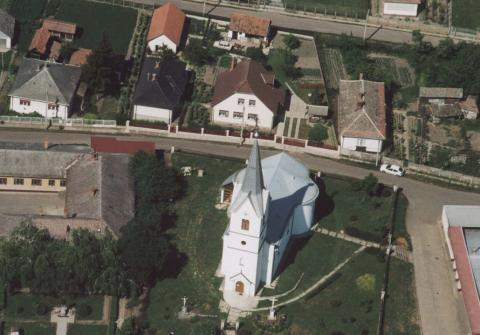

47°58′N 21°21′E / 47.967°N 21.350°E